# Socialistisk Parti (Portugal)
Socialistisk Parti (portugisisk: Partido Socialista, PS) er et socialdemokratisk politisk parti i Portugal. Partiet blev dannet i Vesttyskland den 19. april 1973.
Partiet har i flere omgange været en del de portugisiske regeringer. Ved valget i 2022 opnåede partiet 117 ud af parlamentets 230 pladser og dermed absolut flertal. Partiets generalsekretær  António Costa har været landets premierminister siden 2015. 

## Ledere

### Parti generalsekretærer
- Mário Soares: 1973–1986
- Almeida Santos (fungerende): 1986
- Vítor Constâncio: 1986–1989
- Jorge Sampaio: 1989–1992
- António Guterres: 1992–2002
- Ferro Rodrigues: 2002–2004
- José Sócrates: 2004–2011
- António José Seguro: 2011–2014
- Maria de Belém Roseira (fungerende): 2014
- António Costa: 2014-nu

### Parti præsidenter
- António Macedo: 1974–1986
- Manuel Tito de Morais: 1986–1989
- João Ferraz de Abreu: 1989–1992
- António de Almeida Santos: 1992–2011
- Maria de Belém Roseira: 2011–2014
- Carlos César: 2014–nu